# 오스카정
오스카정(大須賀町)은 시즈오카현 오가사군에 설치되었던 정이다. 2005년 4월 1일, 가케가와시, 다이토정과 합병해, 새로운 가케가와시가 성립하였다. 현재의 가케가와시 남서부에 해당한다.

## 지리
시즈오카 현의 엔슈 지방 동부에 위치하고 있었다. 남쪽으로는 엔슈나다에 접해 있었다. 북쪽에는 오가사산이 있었다.

## 역사
- 1956년 - 요코스카정, 오부치촌이 합병해 오스카정이 성립하였다.
- 1956년 - 가사하라촌의 일부를 편입하였다.
- 2005년 - 가케가와시, 다이토정과 합병해 새로운 가케가와시가 성립하였다.

## 교통

### 도로
- 국도 제150호선